# Marsjön (Tierps socken, Uppland)
Marsjön är en sjö i Tierps kommun i Uppland och ingår i Tämnaråns huvudavrinningsområde. Sjön har en area på 0,339 kvadratkilometer och ligger 42,9 meter över havet. Sjön avvattnas av vattendraget Enstabäcken.

## Delavrinningsområde
Marsjön ingår i det delavrinningsområde (669341-158328) som SMHI kallar för Ovan Kvarnmyrbäcken. Medelhöjden är 48 meter över havet och ytan är 22,94 kvadratkilometer. Det finns inga avrinningsområden uppströms utan avrinningsområdet är högsta punkten. Enstabäcken som avvattnar avrinningsområdet har biflödesordning 2, vilket innebär att vattnet flödar genom totalt 2 vattendrag innan det når havet efter 39 kilometer. Avrinningsområdet består mestadels av skog (83 procent). Avrinningsområdet har 0,34 kvadratkilometer vattenytor vilket ger det en sjöprocent på 1,5 procent.